# 惠那山

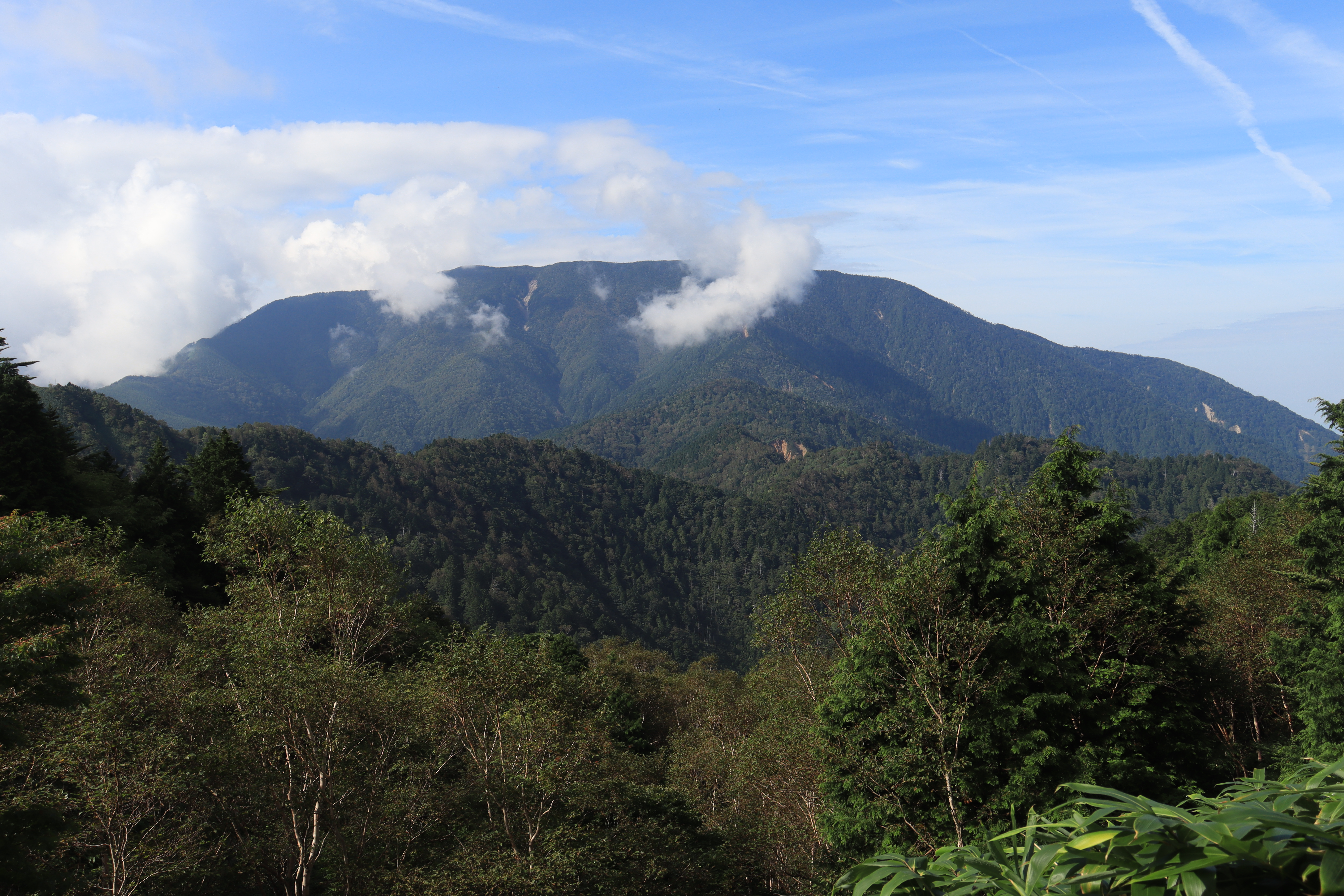
從富士見台望向惠那山

惠那山（日语：／ enasan）是一座橫跨日本長野縣阿智村和岐阜縣中津川市交界處，位於木曾山脈（中央阿爾卑斯）最南端的一座標高2,191米的山峰，被選入日本百名山及新・花之百名山。惠那山在宗教上也有很高地位。